# Eleccions parlamentàries poloneses de 1991
Les Eleccions parlamentàries poloneses de 1991 es van celebrar a Polònia el 27 d'octubre de 1991 per a escollir l'Assemblea Nacional de Polònia, formada pel Seim de 460 diputats i el Senat de 100 membres. Foren les primeres eleccions veritablement lliures després de la caiguda del comunisme.
El resultat fou la formació d'un parlament molt fragmentat, ja que cap partit va treure més del 13% dels vots. Inicialment formà govern Jan Olszewski, de l'Entesa Centrista, però el juny de 1992 dimití i fou substituït per Waldemar Pawlak (PPP), que va dimitir al cap d'un mes. Formà aleshores govern Hanna Suchocka (UD), qui es va mantenir fins que es convocaren eleccions el 1993.
Resum dels resultats electorals de 27 d'octubre de 1991 a l'Assemblea Nacional de Polònia
| Partits | Partits                                                                           | Vots       | %     | Escons al Sejm | +/- | Escons al Senat |
| ------- | --------------------------------------------------------------------------------- | ---------- | ----- | -------------- | --- | --------------- |
|         | Unió Democràtica (Unia Demokratyczna, UD)                                         | 1.382.051  | 12,32 | 62             | -   | 21              |
|         | Aliança de l'Esquerra Democràtica (Sojusz Lewicy Demokratycznej, SLD)             | 1.344.820  | 11,99 | 60             | -   | 4               |
|         | Comitè Electoral Catòlic                                                          | 980.304    | 8,74  | 49             | -   | 9               |
|         | Aliança Cívica Centrista (Porozumienie Centrum)                                   | 977.344    | 8,71  | 44             |     | 9               |
|         | Partit Popular Polonès (Polskie Stronnictwo Ludowe, PSL)                          | 972.952    | 8,67  | 48             |     | 7               |
|         | Confederació per una Polònia Independent (Konfederacja Polski Niepodległej)       | 841.738    | 7,50  | 48             | -   | 4               |
|         | Congrés Liberal Democràtic (Kongres Liberalno-Demokratyczny)                      | 839.978    | 7,49  | 38             |     | 6               |
|         | Aliança dels Camperols                                                            | 613.626    | 5,47  | 28             | -   | 5               |
|         | Solidarność                                                                       | 563.555    | 5,05  | 27             |     | 11              |
|         | Partit dels Amants de la Cervesa de Polònia (Polska Partia Przyjaciół Piwa, PPPP) | 367.106    | 2,97  | 16             | -   |                 |
|         | Democràcia Cristiana (Chrześcijańska Demokracja, CD)                              | 265.179    | 2,25  | 5              | -   |                 |
|         | Unió de la Política Real (Kongres Liberalno-Demokratyczny)                        | 253.024    | 2,25  | 3              |     | -               |
|         | Solidaritat de Treball (Solidarność Pracy)                                        | 230.975    | 2,06  | 4              | -   | -               |
|         | Partit Demòcrata Cristià (Partia Chrześcijańskich Demokratów, PCD)                | 125.314    | 1,12  | 4              | -   | -               |
|         | Comitè Electoral de la Minoria Alemanya (Komitet Wyborczy Mniejszość Niemiecka)   | 132.059    | 1,17  | 7              |     | 0               |
|         | Partit X                                                                          | 52.735     | 0,47  | 3              | -   | -               |
|         | Assemblea Autonomista de Silèsia (Ruch Autůnůmije Ślůnska)                        | 40.061     | 0,36  | 2              |     | 0               |
|         | Unió Polonesa Oriental                                                            | 26.053     | 0,20  | 4              | -   | -               |
|         | Independents                                                                      |            |       |                |     | 24              |
|         | Total (participació 43,20%)                                                       | 11.887.949 |       | 460            |     | 100             |